# Église Saint-Martin de Cleyzieu
L'église de Cleyzieu est une église située à Cleyzieu, en France.

## Localisation
L'église est située dans le département français de l'Ain, sur la commune de Cleyzieu.

## Description
Cette église a le toit couvert en lauze.

## Historique
L'édifice est inscrit au titre des monuments historiques en 1969.